# Нідергофен
Нідергофен (нім. Niederhofen) — громада в Німеччині, розташована в землі Рейнланд-Пфальц. Входить до складу району Нойвід. Складова частина об'єднання громад Пудербах.
Площа — 1,38 км2. Населення становить 437 ос. (станом на 31 грудня 2020).